# Torre de Burana

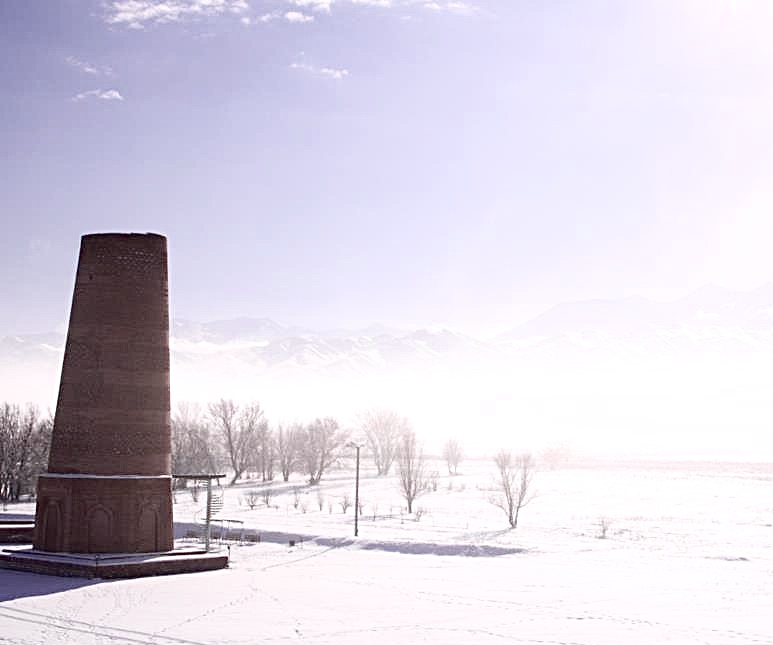
Torre de Burana no Inverno

A Torre de Burana é um grande minarete no Vale do Chu no norte do Quirguistão. Fica localizada a cerca de 80 km a leste da capital Bishkek e nas redondezas da cidade de Tokmok. A torre, juntamente com lápides, algumas obras de terraplenagem e os restos de um castelo e três mausoléus, é tudo o que resta da antiga cidade de Balasagun, que foi fundada pelos Karakhanids no final do século IX. 
A torre foi construída no século XI e foi usada como modelo para outros minaretes. Uma escada externa e uma escadaria íngreme e sinuosa dentro da torre permitem que os visitantes subam ao topo da torre. É uma das construções arquitetónicas mais antigas da Ásia Central.

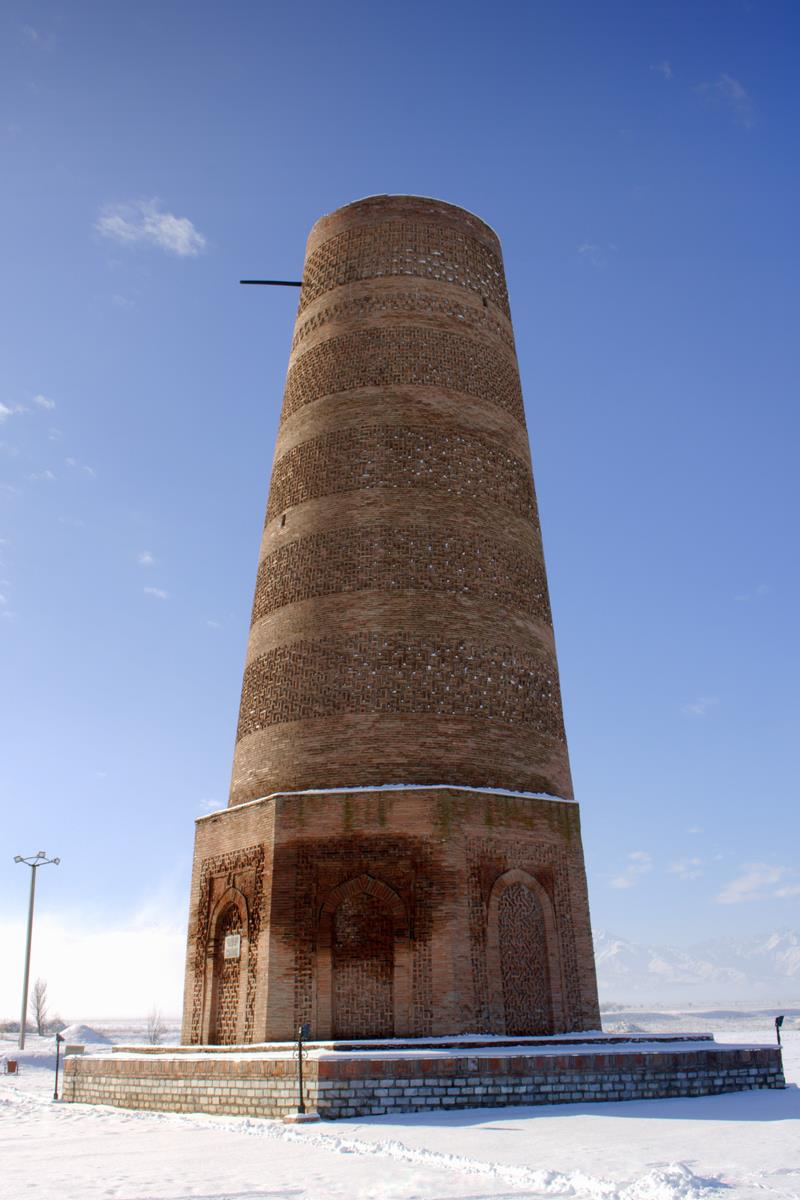
Vista da Torre de Burana, construída no século XI

A torre atingia originalmente 45 metros (148 pés) de altura. No entanto, ao longo dos séculos, vários terremotos causaram danos significativos à estrutura. O último grande terremoto no século XV destruiu a metade superior da torre, reduzindo-a à altura atual de 25 metros (82 pés). No início do século XX, os imigrantes russos na área usaram alguns dos tijolos da torre para novos projetos de construção sem conhecimento da história de Burana. Um projeto de renovação foi realizado na década de 1970 para restaurar as fundações e reparar o lado oeste da torre, que estava em perigo de colapso.
Todo o local, incluindo mausoléus, fundações do castelo e lápides, agora funciona como museu e há uma pequena construção ao lado da torre contendo informações históricas, bem como artefatos encontrados no sítio adjacente e na região circundante.

## Lenda

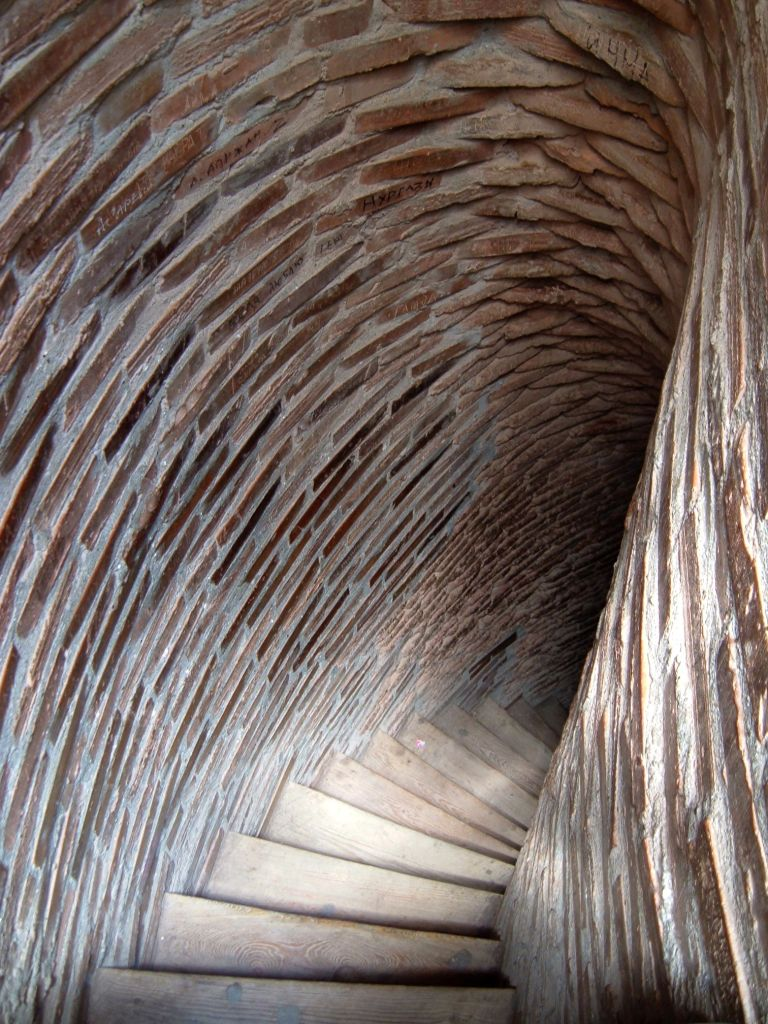
A escada sinuosa dentro da Torre de Burana

Uma lenda relacionada com a torre, conta a estória sobre a nascença da filha de um cã poderoso na zona. O cã quis comemorar a ocasião convidando todos os adivinhos e sábios do seu país para lhe relatarem o futuro da filha. Um velho disse que a filha morreria de uma picadela de aranha ao celebrar o seu décimo sexto aniversário. A fim de protegê-la, o cã mandou construir uma torre muito alta para a filha morar sozinha. Os servos do cã traziam-lhe comida, entregando-a numa cesta através duma escada que subiam colocada contra a torre. Tudo era inspecionado minuciosamente para ter certeza de que nenhuma aranha seria capaz de entrar na torre. No seu décimo sexto aniversário, o cã comemorou a data trazendo uma cesta de fruta para a filha. O cã não notou que uma aranha venenosa se tinha escondido na cesta. Enquanto a filha ia para apanhar uma peça de fruta, a aranha venenosa picou-a e causou a morte da filha. O cã em desespero, gritou tão alto que parte da torre se partiu em pedaços. 
A lenda foi refutada quando o terremoto do século XV que de facto destruiu a metade superior da torre, ocorreu.